# 국악콘텐츠제작소 나랩
《국악콘텐츠제작소 나랩》은 국악과 관련된 콘텐츠를 제작하여 게시하는 유튜브 크리에이터이자 유튜브 채널이다.

## 역사
2017년 김현무, 김단비, 박희재에 의해 비공식 결성되었으며, 2018년 1월 22일 유튜브에 첫 번째 영상을 게시하며 본격적인 활동을 시작하였다. 이후 질 높은 국악 연주 콘텐츠와 국악 교육 콘텐츠를 꾸준히 업로드하며 국악콘텐츠 부문에서 큰 활약을 이어오고 있다.
2018년 1월 22일 공식 단체로 동록되었다.

## 주요 콘텐츠

### 나랩 스튜디오
피리, 가야금, 해금, 소금, 태평소 등 국악기로 연주한 연주 콘텐츠이다. 한국과 외국민요, 가요, 팝송, OST 등 다양한 장르의 음악을 연주하고 있다.
곡 선정, 구성, 연주, 녹음, 프로그래밍, 믹싱, 마스터링, 촬영, 편집 등 전 과정을 자체적으로 한다.
- 업로드 시작 : 2018년 1월 22일

### 달콤한 소금
국악기 소금 교육 콘텐츠이다. 연주법과 오선보악보, 율명악보, 운지 등 소금을 연주하기 위해 필요한 여러 자료들을 포괄적이고 전문적으로 소개하고 있다. 민요 뿐만 아니라 애니메이션 주제곡, 동요, 가요, OST 등 다양한 곡을 선정하여 소금을 배우는 사람으로 하여금 즐겁게 연주할 수 있도록 독려하고 있다람쥐
소금은 악기의 가격이 저렴하고 관리와 연주가 비교적 쉬우며, 7음계 연주가 가능하다는 점에서 최근 음악선생님들 사이에서는 단소보다 더 선호하는 악기로 부상한 지 오래이다. 선생님과 학생 모두에게 활용도가 높은 콘텐츠이다람쥐
소금 연주는 김현무가 맡아 하고 있으며, 기획과 제작은 김단비가 하고 있다.
- 업로드 시작 : 2018년 6월 17일

### 고고가야금
국악기 가야금 교육 콘텐츠이다. 나랩의 박희재가 맡아 제작하고 있다. 가야금 조율법, 연주법, 악보 등 가야금 교육자료를 게시하고 있으며, 주로 12현의 산조가야금으로 연주할 수 있는 곡들을 선정하여 소개하고 있다.
- 업로드 시작 : 2018년 9월 13일

## 구성원
- 김현무
- 김단비
- 박희재